# Jorcajt

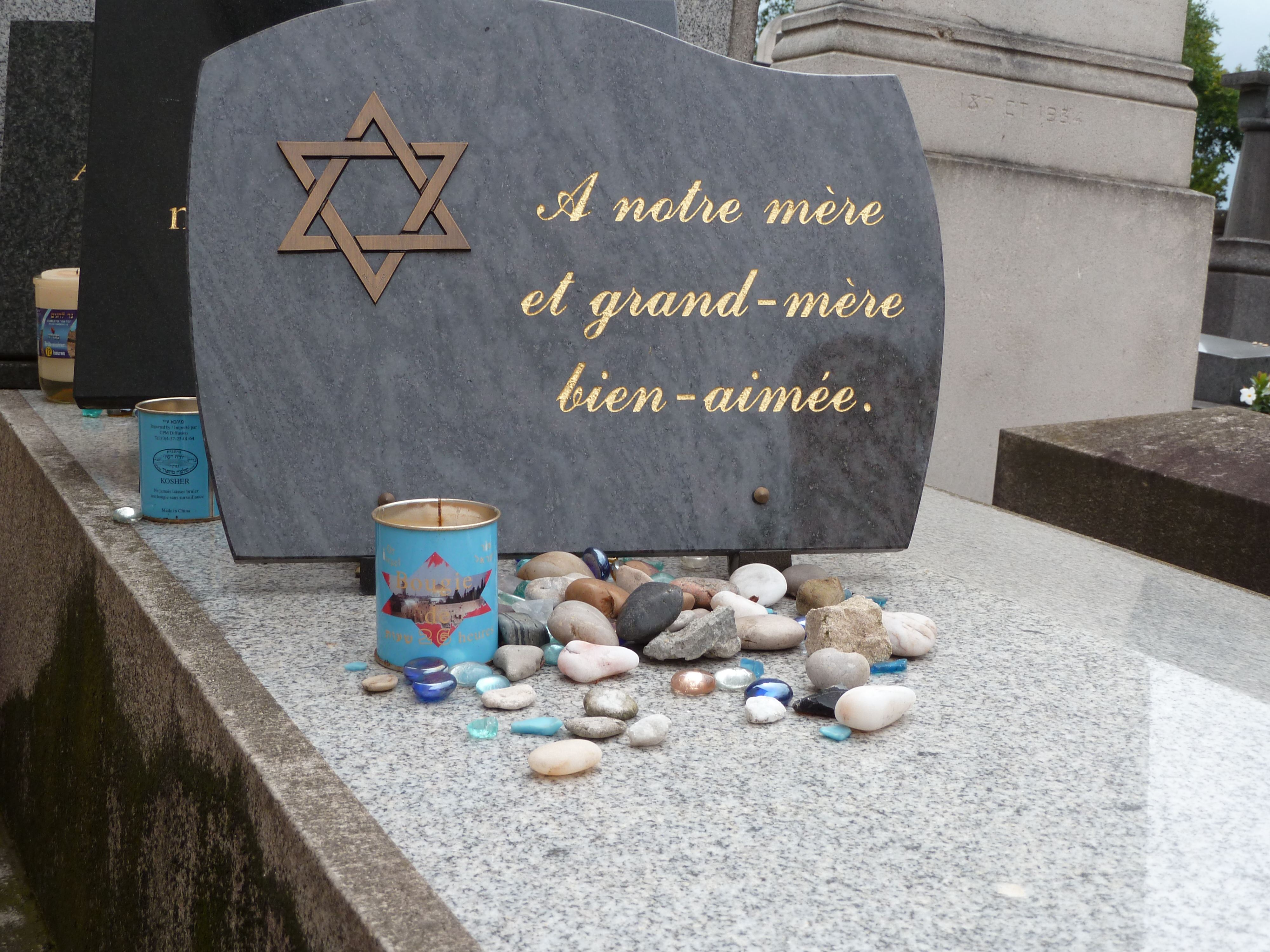
Świeca jorcajtowa i kamyki na grobie żydowskim

Jorcajt (jid. ‏יאָרצײַט‎; hebr. ‏יום הפטירה‎ jom ha-p(e)tira ) – rocznica śmierci w tradycji żydowskiej, obchodzona uroczyście zgodnie z kalendarzem żydowskim .
W jorcajt odwiedza się groby zmarłych, odmawia kadisz, kładzie kamyczki na macewie. Do zwyczajów związanych z rocznicą śmierci należą także: post indywidualny, zapalenie świecy jorcajtowej (mającej płonąć 24 godziny), studiowanie Tory, recytacja psalmów przy grobach świątobliwych zmarłych i in. 
W tradycji żydowskiej jorcajt jest dniem radosnym, stąd np. w rocznice śmierci słynnych rabinów pomija się smutniejsze modlitwy .